# 17e breedtegraad noord
De 17e breedtegraad noord is een denkbeeldige cirkel op de Aarde op zeventien graden ten noorden van de evenaar. De zeventiende breedtegraad noord heeft invloed gehad op de Geschiedenis van Vietnam.

## Landen en zeeën
Overzicht van landen en zeeën op de zeventiende breedtegraad noord. Bovenaan staat het gebied op de nulmeridiaan.
- Mali
- Niger
- Tsjaad
- Soedan
- Eritrea
- Rode Zee[1]
- Saoedi-Arabië
- Jemen
- Saoedi-Arabië
- Jemen
- Oman
- Arabische Zee
- India
- Golf van Bengalen
- Myanmar
- Thailand
- Laos
- Vietnam[2]
- Zuid-Chinese Zee
- Filipijnen[3]
- Filipijnenzee
- Noordelijke Marianen
- Grote Oceaan
- Mexico
- Guatemala
- Belize
- Caraïbische Zee
- Antigua en Barbuda
- Atlantische Oceaan
- Kaapverdië
- Mauritanië
- Mali

## Vietnam
Bij de splitsing van de Democratische Republiek van Vietnam in Noord-Vietnam en Zuid-Vietnam werd bij de Akkoorden van Genève (1954) bepaald dat de grens tussen deze twee landen op de zeventiende breedtegraad noord moest komen. Feitelijk volgde deze de Bến Hải. De monumenten bij de Hiền Lương-bruggen herinneren nog aan de splitsing tussen de landen en het bestaan van de gedemilitariseerde zone tussen Noord- en Zuid-Vietnam.